# Karl Bader
Karl Bader (Freiburg im Breisgau, 9 de dezembro de 1796 — Freiburg im Breisgau, 19 de junho de 1874 ) foi um engenheiro civil e publicista católico alemão.
Foi reitor da Universidade de Karlsruhe, de 1840 a 1845.